# Première Nation crie de Woodland

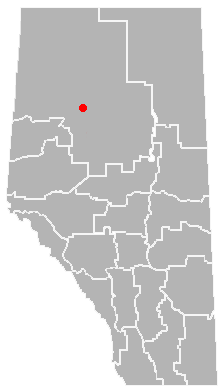
Emplacement de Cadotte Lake dans la province d'Alberta.

La Première Nation crie de Woodland est une Première Nation (au sens de « bande indienne ») d'ethnie crie et dont le territoire est situé en Alberta, au Canada, dans le comté de Northern Sunrise, au nord-est de la ville de Rivière-la-Paix, englobant le hameau de Cadotte Lake. 
En septembre 2010, 986 personnes sont inscrites à titre de membres de la Première Nation crie de Woodland, dont 289 vivent hors réserve. En novembre 2023, un total de 1 302 personnes sont membres, dont 377 vivent hors réserve. 
La Première Nation crie de Woodland est reconnue par le gouvernement du Canada le 28 août 1989. Le 20 août 1991, elle signe un traité sur les droits fonciers avec le gouvernement fédéral et reçoit trois réserves. Le 24 septembre 1991, elle adhère par ailleurs au Traité 8.

## Gouvernance
Le système électoral de la Première Nation est coutumier. Pour la période 2022-2025, le chef de bande est Isaac Laboucan-Avirom. La bande fait partie du conseil tribal Kee Tas Kee Now.

## Réserves
La Première Nation a à sa disposition trois réserves, dont la superficie totalise 16 106 hectares. Elle possède également l'établissement indien de Cadotte Lake, situé aux abords de la route 986. Cette dernière étant située à environ 85 kilomètres au nord-est de Rivière-la-Paix et 500 kilomètres au nord-ouest d'Edmonton.
| Réserve           | Nom local   | Emplacement                    | Superficie (ha) |
| ----------------- | ----------- | ------------------------------ | --------------- |
| Woodland Cree 226 | Simon Lake  | 48 km au NE de Rivière-la-Paix | 11660           |
| Woodland Cree 227 | Golden Lake | 60 km au NE de Rivière-la-Paix | 660             |
| Woodland Cree 228 | Marten Lake | 75 km au NE de Rivière-la-Paix | 3786            |

## Personnalités liées
Angélique Merasty (1924-1996) était une artiste mordeuse d’écorce de bouleau.